# Elisenda Ribas i Sallent
Elisenda Ribas i Sallent   (31 de juliol de 1936 - 13 de març de 2020) fou una actriu catalana de teatre, comèdia musical, cinema, televisió, ràdio i doblatge.

## Biografia
Era filla de Josep Ribas i Igual i Maria Sallent i Ribera, esposa d'Enric Casamitjana i Colominas i més tard parella de José Lifante.
Va estudiar Art dramàtic a l'Institut del Teatre i cant i música al Conservatori del Liceu de Barcelona. També havia estudiat dansa espanyola i clàssica amb Joan Magrinyà i Charo Contreras.

## Trajectòria professional
A més de teatre, cinema i televisió, havia fet ràdio i se la pot recordar com la veu femenina en l'adaptació dels guions de la sèrie Groucho i Chico, advocats, que va emetre Catalunya Ràdio a finals dels anys 80.

### Teatre
- 1953. El jardín de Falerina de Pedro Calderón de la Barca. Estrenada al pati de l'antic Hospital de la Santa Creu de Barcelona.
- 1955. El silencio de Dios de Eduardo Muñoz del Portillo. Estrenada al Teatre Romea de Barcelona.
- 1955 l'Ase volador de Josep C Tapies, estrena teatre Romea
- 1958 Carlos V Emperador, estrena teatre Romea
- 1959 La Pepa maca de Cecilia A. Mantua estrena teatre Romea
- 1965 Historia de un mirall de Celilia A. Mantua, estrena teatre Romea
- 1965 Les filles del meu Papa de P.Teixidor, estrena teatre Romea
- 1965 Mossen Ventura de Francesc d'Assis Toboso, estrena teatre Romea
- 1965 Terra Baixa, d'Àngel Guimerà, estrena teatre Romea
- 1966 La bona persona de Sezuan, Bertolt Brecht, estrena teatre Romea
- 1966 Un metge imaginari de John G. Weiger, estrena teatre Romea
- 1967 Un cop a la setmana de Rafael Richard, estrena teatre Romea
- 1968 L'Adela ha perdut el do,Pierre Barrilet, estrena teatre Romea
- 1968. Dones, flors i pitança de Maria Aurèlia Capmany. Estrenada a la Cova del Drac de Barcelona.
- 1969 Ànimes de càntir, de Xavier Romeu, estrena teatre Romea
- 1969 El Místic de Santiago Rusiñol, estrena teatre Romea
- La merienda fraternal de Santiago Rusiñol, estrena teatre Romea
- 1970 El triomf de la carn de Santiago Rusiñol, estrena teatre Romea
- 1970 Ja hi som tots de Ramiro Bascompte, estrena teatre Romea
- 1970 Mort de Dama de Llorenç Villalonga, estrena teatre Romea
- 1970 Ronda de mort a Sinera de Salvador Espriu, estrena teatre Romea
- 1971 Divorci on the rocks de Carles Ricart, estrena Teatre Romea
- 1973 Mort de gana i show de La Trinca, estrenada al Teatre Romea de Barcelona
- 1974 Tartan dels micos contra l'estreta de l'ensanche, de Terenci Moix, estrena teatre Romea
- 1980 Les Bacants, Eurípides, teatre Grec
- 1984 L'òpera dels tres rals de Bertolt Brecht,estrena teatre Romea
- 1984 La opera de perra gorda de Bertolt Brecht, teatro Maria Guerrero
- 1987 Es així si us sembla de Pirandello,estrena teatre Romea
- 1988 la gran il·lusió d'Eduardo de Filippo, estrena teatre Romea
- 1989. Claxon de Dario Fo. Estrenada al Centre Cultural Tecla Sala de L'Hospitalet de Llobregat.
- 1990. El supervivent de Manuel Vázquez Montalbán.[6]
- 1997. Els Pirates, amb Dagoll Dagom.[7]
- 2000. Cierra bien la puerta.[8]
- 2000. 8 mujeres[9]
- 2007. Demasiado humano[10]

### Cinema
- 1963 "Isidro, el labrador".de Rafael J. Salvia
- 1963 "El mujeriego" de Francisco Pérez Dolz
- 1969 "Laia" de Vicens lluch
- 1969 "Amor y medias" (Medias y calcetines) de Antoni Ribas
- 1971 "La liga no es cosa de hombres" de Ignacio F. Iquino
- 1973 "The reporter" de M. Angelo Antonioni
- 1975 El colegio de la muerte, de Pedro L. Ramírez.
- 1975. El assassino de muñecas, de Miguel Madrid.
- 1976 "Los casados y la menor" de J. Coll Espona
- 1976 "Topical Spanish" de A. Amoros
- 1977 "Las locuras de Jane" de J. Coll Espona
- 1977 "Paraiso" de Jose Ganga
- 1979 "Chocolate" de Gil Carretero
- 1980. ¡En qué lío me han metido!, de Enrique Guevara
- 1980 "Los embarazados"
- 1980 "Un permiso para ligar" de Enrique Guevara
- 1981 "La Cripta" de Cayetano del real
- 1982. La plaça del diamant, pel·lícula de Francesc Betriu basada en la novel·la homònima de Mercè Rodoreda, en el paper de Senyora Enriqueta.
- 1982 "El gran mogollón" de Tito Fernandez
- 1982 "El fascista, Dª. Pura y el follón de la escultura" de J. Coll Espona
- 1982 "El Arreglo" de Jose A. Zorrilla
- 1985 "Requiem por un campesino español" de Francesc Betriu
- 1985 "El Elegido" de Fernando Huertas
- 1985 "Cuatro mujeres y un lio" de Mariano Ozores
- 1985 "El extranger-ho de la Cruz del Sur" de Jordi Grau
- 1991. Fuera de juego, de Fernando Fernán Gómez.
- 1991 "El rorobo de la jojoya" de Alvaro Saenz de Heredia
- 1994: Souvenir, de Rosa Vergés
- 1996 "Los Porretas" de Carlos Suarez
- 2002. Lisístrata, de Francesc Bellmunt.

### Televisió
- 1969 "El restaurante del Ángel"
- 1969 "Una historia berlinesa"
- 1969 "La mujer del cementerio"
- 1969 "La extraña tarde del Dr. Burke"
- 1969 "El paquebote de Tenecity"
- 1969 "Jacobo o la sumisión"
- 1970 "Sospecha" "La 5ª víctima"
- 1970 "Incomprensible"
- 1981 La Cucafera
- 1988. A l'est del Besòs
- 1990. Sóc com sóc. Telecomèdia de 13 capítols de TV3. Dirigida per Esteve Duran
- 1993. Los ladrones van a la oficina
- 2002. Jet lag
- 2004 i 2009. Hospital Central

## Premis
- Premi d'interpretació femenina al X Ciclo de Teatro Latino.[11]
- 2008. Premi Ercilla a la millor actriu de repartiment, pel seu paper a Demasiado humano.[12]